# Laguna de las Perdices
La laguna de las Perdices o laguna las Perdices es un cuerpo de agua que se encuentra ubicado en el sector centro-norte de la provincia de Buenos Aires, centro-este de la Argentina. Forma parte del sistema de lagunas Encadenadas de Monte, el que a su vez pertenece a la cuenca del río Salado, curso que desemboca en la bahía de Samborombón del Río de la Plata y de allí al mar Argentino del océano Atlántico.

## Etimología toponímica
El topónimo “Perdices” debe su nombre a la denominación tradicional en el español rioplatense para las especies de tinámidos, aves mayormente corredoras que habitan las pampas.
La primera mención de este cuerpo acuático se remonta al año 1822 y fue realizada por el Coronel Pedro A. García, quién la clasificaba como un gran bañado.

## Ubicación geográfica
Este cuerpo de agua se sitúa dentro del partido de Monte, en el sector centro-norte de la provincia de Buenos Aires, en la zona deprimida del Salado, al oriente de la parte central de la Argentina.
Posicionada a unos 2500 metros de la costa septentrional de esta laguna se encuentra la ciudad de Monte.

## Características físicas y uso del suelo en la cuenca

### Clima
Posee el tipo climático Pampeano típico, mesotermal subhúmedo-húmedo, mesotermal subhúmedo-seco.
El clima térmico en general es templado. La temperatura media anual es de 15,8 °C. El promedio del mes más cálido (enero) es 22,4 °C mientras que el del mes más frío (junio) es 9,2 °C.
Las precipitaciones se encuentran distribuidas durante todo el año, aunque son más intensas en las estaciones transicionales y más escasas durante el invierno. La modificación de los patrones climáticos como consecuencia del actual proceso de cambio climático repercute en la región con un aumento sostenido del volumen y frecuencia de las lluvias en las últimas décadas. Las lluvias acumuladas anualmente totalizan 928 mm. La nieve se hace presente muy raramente. 
Los vientos predominantes son los provenientes del norte (cálidos y húmedos, más frecuente durante el estío. Luego de tormentas sopla seco y fresco el “Pampero” desde el cuadrante sudoeste-oeste, siendo el más intenso de la región. Del sudeste, soplan las llamadas “sudestadas”, con días nublados, muy húmedos y lloviznosos.

### Suelos y explotación agropecuaria
Luego de siglos de ser la zona de esta laguna utilizada casi exclusivamente para el pastoreo del ganado, durante el siglo XX en adelante se ha incrementado la superficie destinada a agricultura.
Las características edáficas de los suelos varían notablemente, aunque predomina el loess, humífero, de textura franco-arcillosa y profundos. Si no son hidromórficos, son aptos para la producción agrícola, destacando los cultivos de soja, girasol, maíz, sorgo, trigo, etc. Representan el extremo sur de los suelos de la pampa ondulada.
En los más bajos hay una mayor presencia de arcilla, sodio, halinidad/alcalinidad, lo que, sumado al pobre drenaje hídrico, impide destinarlos a la agricultura, dominando en ellos la ganadería bovina sobre pasturas naturales o implantadas, en esquemas tanto de invernada como de cría.

#### Geología y origen
La Formación Ensenada representa el sustrato más antiguo de la zona; sobre esta se desarrollaron varias unidades eólicas: las formaciones Buenos Aires, La Postrera III y IV y los geosuelos Sin Nombre y Puesto Berrondo.
La laguna fue rellenada por sedimentos pertenecientes a 7 unidades litoestratigráficas, 5 de ellas transcurrieron desde el Pleistoceno tardío al Holoceno tardío y fueron subácueas (la Formación Luján, Miembros La Chumbiada, Lobos, Río Salado, Monte y el aluvio actual). Además se les suman 2 depósitos del tipo eólico, uno ocurrió durante el Pleistoceno tardío (la Formación La Postrera I) mientras que el restante lo hizo durante el Holoceno tardío (la Formación La Postrera IV).
Origen
La cubeta que aloja a esta laguna fue formada a partir del Pleistoceno superior como resultado de la deflación por acción eólica durante los desecamientos, luego de ciclos de lluvias desfavorables. El excavado de la cubeta ocurrió en las acciones eólicas denominadas "bonaerenses", las mismas que, como contraparte, acumularon el loess de la Formación Buenos Aires.

### Características generales de esta laguna
Este espejo forma parte del sistema conocido como lagunas Encadenadas de Monte, el cual es tributario del río Salado.  Está constituido por una de las subcuencas fluviales en que se divide el distrito hidrológico Monte, del cual ocupa su centro. Se trata de un sistema fluvio-lacustre, con eje demarcado por el arroyo Totoral y las lagunas Encadenadas, formando una suerte de rosario acuático.
Esta laguna recibe agua por intermedio de la precipitación, la escorrentía superficial y el agua freática. Es poco profunda y está situada en altitudes próximas al nivel marino. 
Su lecho es de lodo y muy plano. Sus bordes poseen zonas inundables cubiertas de juncales y en algunas riberas presentan pequeñas barrancas de pocos metros.
Sus aguas son naturalmente eutróficas en razón del aporte de grandes cargas de nutrientes al estar situadas en drenajes fértiles. La actividad humana ha generado el aporte de nutrientes fertilizantes y plaguicidas así como descargas de aguas servidas urbanas e industriales.
La cuenca de esta laguna se subdivide en 2 unidades. La primera es el área de dominio fluvio-lacustre, la cual presenta elementos geomorfológicos conspicuos, como lagunas, bañados, cubetas, cauces y planos aluviales, a los que se agregan las formas antrópicas: canaletas, zanjas y zanjones, alcantarillas, puentes, caminos y sus terraplenes, etc. La segunda unidad geomorfológica es la planicie de acumulación limosa eólica, en donde se encuentran el entorno lagunar, diversos tipos de meso y microcubetas, bañados, pantanos, elementos de origen edáfico como lomadas, hidromorfísmo, alcalinidad, etc.

## Descripción
Desde el punto de vista hidrográfico La cuenca sobre la cual se asienta esta laguna presenta un eje de drenaje principal con rumbo norte-sur 
Las aguas llegan a la laguna las Perdices provenientes de otra situada inmediatamente hacia el norte, se trata de la laguna del Monte. Lo hacen a través de una angostura (de 102 metros) situada al nordeste de la primera (al sudoeste de la última), sobre la cual fue construida una estructura hidráulica y puente, la cual permite embalsar las aguas de la laguna del Monte para mantenerle en un nivel constante. Este artefacto (denominado Nivelador Norte) se trata de un vertedero de diente fijo establecido en la cota 19,26 m s. n. m. Si el nivel de la laguna del monte desciende dicha cifra paso del agua cesa por completo.
La laguna de las Perdices es un cuerpo lacunar de baja calidad limnológica, dado su estado próximo al de la distrofia avanzada, fuerte colmatación, densa vegetación palustre que marcaba una ausencia de espejo libre, anoxia, etc. Sin embargo, desde la década de 1980 el pantano fue tomando la forma de un amplio espejo lagunar debido a que la masa de vegetación fue cediendo terreno a las aguas libres. Lamentablemente, al mismo tiempo sus aguas pasaron a poseer una elevada contaminación en razón de ser el destino de los vertidos cloacales de la planta depuradora de la ciudad de Monte, que desde el año 1982 desemboca en la laguna las Perdices por su ribera norte, junto al casco de la estancia La Paz. Algo más hacia el oeste bordea la laguna la Ruta Nacional 3, la cual supera mediante el puente La California el principal colector directo de la laguna las Perdices: el arroyo La California, curso de 6 km de extensión. Otros tributarios de menor importancia constituyen las canaletas y zanjones que escurren las cunetas de la citada ruta. En la ribera oriental del espejo septentrional se sitúa el casco de la estancia El Rosario.
En los períodos de balance hídrico negativo el nivel lagunar desciende lentamente, al mismo tiempo que lo hace el perfil freático; cuando este último desciende por debajo del nivel más profundo del lecho de la laguna esta se seca por completo, lo que ha excepcionalmente ocurrido en los años 1893, 1910 y 1972.
A cota normal sus aguas son dulces; en períodos de sequía pasan a ser algo salobres. Se clasifica como agua oligohalina mesopoiquilohalina negativa. El pH es alcalino y la dureza total se corresponde a aguas blandas a moderadamente duras. Los iones que prevalecen son el sodio y el bicarbonato, siendo el cloruro el ubicado en tercer lugar; otros iones toman un rol destacado solo en los descensos del nivel de las aguas. Según sus iones, pueden ser clasificadas limnológicamente como aguas bicarbonatadas sódicas hemicloruradas a cloruradas, hemicarbonatadas, hipo a hemisulfatadas, oligo a hemimagnésicas, hipo a oligocálcicas e hipopotásicas.
Las costas de la laguna presentan escarpas de erosión (barrancas) de variada altitud, siendo en general de 100 cm, aunque en la ribera oriental alcanzan 290 cm. Se localiza sobre una cubeta alargada en sentido noroeste-sudeste.
La laguna de las Perdices se subdivide en dos secciones: Norte y Sur. Ambas están separadas por una escotadura de 310 m de ancho, que posee un tajamar con una presa hidráulica conformada por terraplenes y una estructura central de hormigón la cual posee recatas móviles y un vertedero, situado en cota 19,11 m s. n. m. (denominado Nivelador Sur), con el objetivo de cerrar debajo de la misma el escurrimiento superficial, pero en razón de que el terraplén hacia el oeste está deshecho, las aguas circulan libremente. Otrora, ambas secciones se posicionaban sobre sus propias cubetas; en tiempos relativamente recientes la erosión del umbral que las separaba determinó su integración en un único cuerpo lacunar.
En el sector norte se halla el cuerpo principal, el que cuenta con una superficie de 825 hectáreas. El sector norte presentaba casi 6 m de profundidad, pero a causa de la colmatación que lo afecta el perfil pasó a ser el de una “palangana” chata poco profunda. La profundidad máxima es 166 cm a cota 17,84 msnm mientras que la máxima potencial es 226 cm a cota 20,10 m s. n. m.; la profundidad media es de 160 cm. La longitud máxima total es de 4150 m, el ancho máximo es de 3390 m, el ancho medio es de 1988 m, el perímetro es de 1262 m y el volumen es de 13,22 hm³.
El espejo del sector sur es mucho menor: 325 ha. La profundidad máxima es 90 cm a cota 18,60 m s. n. m. mientras que la máxima potencial es 130 a cota 19,90 m s. n. m.; la profundidad media es de 60 cm. La longitud máxima total es de 2990 m, el ancho máximo es de 1270 m, el ancho medio es de 1087 m, el perímetro es de 980 m y el volumen es de 1,97 hm³. Este sector siempre tuvo un perfil en palangana, ya que naturalmente es un cuerpo pantanoso que se proyecta en su desagüe, un arroyo, que aguas abajo pasa a ser una cañada.
El espejo en su totalidad posee una superficie de 1150 hectáreas, la profundidad máxima es 166 cm a cota 17,84 m s. n. m. mientras que la máxima potencial es 226 cm a cota 20,10 m s. n. m. y la profundidad media es de 132 cm, la longitud máxima total es de 7140 m, el ancho máximo es de 3390 m, el ancho medio es de 1611 m, el perímetro es de 2275 m y el volumen es de 15,19 hm³.
Las aguas de la laguna de las Perdices Sur continúan su viaje hacia ese rumbo, escurriendo por el arroyo Cañada, emisario de 4 km de longitud y rumbo general sudeste, el cual, luego de pasar bajo un puente desemboca en otro gran cuerpo de agua: la laguna Santa Rosa. Para que se produzca el paso del agua entre ambas lagunas la cota debe ser superior a 18,60 m s. n. m.

## Características biológicas

### Asignaciones ecorregionales
Ecorregionalmente su superficie emergida pertenece a dos ecorregiones terrestres: pampas húmedas y espinal. La primera comprende las zonas de pastizales y pajonales húmedos. La segunda es la correspondiente a los bosques de talar.
La totalidad de los arroyos, bañados y la propia laguna se insertan en la ecorregión de agua dulce drenajes bonaerenses.

### Flora
Fitogeográficamente está adscripta al distrito fitogeográfico pampeano oriental de la provincia fitogeográfica pampeana (una de las secciones en que se divide el dominio fitogeográfico chaqueño), la que cubre las llanuras del centro-este del Cono Sur americano.
En alguna loma o barranca se presentan bosques relictuales de tala pertenecientes al subdistrito fitogeográfico del tala, subvariante del distrito fitogeográfico del algarrobo, correspondiente a la provincia fitogeográfica del espinal. Incluye formaciones de bosques xeromórficos subclimáxicos dominados por una especie arbórea generalmente de modesta altura: el tala (Celtis tala).
Se presentan sobre las mismas aguas comunidades de densos juncales (Schoenoplectus californicus); en los arroyos más encajonados el junco es acompañado por la espadaña (Zizaniopsis bonariensis) y la totora (Typha latifolia). En los bordes húmedos se encuentran, entre otras especies, la redondita de agua (Hydrocotyle ranunculoides), la lagunilla (Alternanthera philoxeroides), la margarita de bañado (Senecio bonariensis) y el único arbusto higrófilo de las pampas, el duraznillo blanco (Solanum glaucophyllum), el cual forma consociaciones denominadas duraznillares. Entre la vegetación sumergida destaca la gambarrusa (Myriophyllum quitense), la cola de zorro (Ceratophyllum demersum) y el potamogeton (Potamogeton striatus). En algunos recodos se forman carpetas de plantas flotantes, con helechitos de agua, repollitos de agua y diversas especies de lentejas de agua.

### Fauna

#### Mamíferos
De las especies mastozoológicas que en esta laguna y sus riberas antaño eran comunes, varias de ellas se encuentran hoy extintas o muy amenazadas, por ejemplo el yaguareté austral (Panthera onca palustris), el puma pampeano (Puma concolor cabrerae) —extintos—, el gato de los pajonales (Leopardus pajeros) —muy raro—, la vizcacha (Lagostomus maximus) y el venado de las pampas australes (Ozotoceros bezoarticus celer) —otrora muy abundantes, hoy extintos en el área—, etc.
Son aún espectables el gato montés (Leopardus geoffroyi),  el zorro pampa (Lycalopex gymnocercus), el zorrino (Conepatus chinga), el hurón mediano (Galictis cuja), las comadrejas overa (Didelphis albiventris) y colorada (Lutreolina crassicaudata), las especies de la familia Dasypodidae: la mulita (Dasypus hybridus) y el peludo (Chaetophractus villosus), el cuis pampeano (Cavia aperea), la nutria roedora o coipo (Myocastor coypus), el carpincho (Hydrochoerus hydrochaeris), roedores pequeños, etc.

#### Aves
Las aves pampeanas encuentran en los pastizales que rodean a esta laguna un hábitat adecuado donde sobrevivir a la destrucción perpetrada en la llanura por la agricultura y la ganadería intensiva. La misma área lacunar y la vegetación anfibia de los sectores someros presenta una abundante población de aves acuáticas, tanto residentes como migradoras. En los bañados y juncales hallan un sitio propicio para alimentarse o establecer sus nidos numerosas especies, entre las que podemos reconocer al caraú, la garza blanca, la garcita blanca, la garza mora, la garza bruja, el chajá, el cisne cuello negro, el ganso coscoroba, el cuervillo de cañada, la espátula rosada, el flamenco austral, el macá pico grueso, el macá grande, el macá común, el cormorán biguá, la cigüeña americana, el tero-real, el tero común, la becasina común, la gaviota capucho café, el tachurí sietecolores, el junquero, diversas especies de gallaretas y patos, etc.
Los pastizales perilacunares son el hábitat del ñandú (Rhea americana) —cada vez más raro—, las martinetas colorada (Rhynchotus rufescens) y copetona (Eudromia elegans) —la primera recuperándose, la segunda cercana a la extinción en el área—, y la perdiz chica (Nothura maculosa) —afectada por agroquímicos—.
Entre las aves más espectables de los pastizales se encuentran varias rapaces como el carancho, el chimango, el milano blanco el caracolero, el halconcito colorado y el halcón plomizo, la lechucita de las vizcacheras, el lechuzón de campo, etc. 
También pájaros pequeños, como la caminera común, la tijereta, el pico de plata, el corbatita, el misto, los cachilos ceja amarilla y canela, el espartillero pampeano, el espartillero enano, el curutié ocráceo, el verdón, el dragón o pecho amarillo, la ratona aperdizada, las cachirlas común y de uña corta, el chingolo, el pecho colorado, etc.
Las playas barrosas son un refugio para las bandadas de chorlos migratorios, entre los cuales se encuentran el chorlo pampa, el chorlo cabezón, el playerito rabadilla blanca, etc.
En las arboledas artificiales la avifauna se enriquece con especies de hábitos forestales o que nidifican en árboles, como la calandria grande, la torcaza (Zenaida auriculata), la torcacita común (Columbina picui), las palomas ala manchada (Patagioenas maculosa), picazuró (Patagioenas picazuro) y yerutí (Leptotila verreauxi), la cotorra común (Myiopsitta monachus), la lechuza de los campanarios (Tyto alba), el lechuzón orejudo (Asio clamator), el alicucu común (Megascops choliba), ñacurutú (Bubo virginianus), el pirincho (Guira guira), el picaflor bronceado (Hylocharis chrysura), el picaflor garganta blanca (Leucochloris albicollis), el picaflor verde común (Chlorostilbon aureoventris), el carpintero real (Colaptes melanolaimus), el carpintero campestre (Colaptes campestroides), el chinchero chico (Lepidocolaptes angustirostris), el añumbí (Anumbius annumbi ), el chotoy (Schoeniophylax phryganophilus), el coludito copetón (Leptasthenura platensis), el canastero chaqueño (Asthenes baeri), el cortarramas (Phytotoma rutila), el piojito común (Serpophaga subcristata), el picabuey (Machetornis rixosa), el benteveo (Pitangus sulphuratus), el suirirí real (Tyrannus melancholicus), los zorzales colorado (Turdus rufiventris) y chalchalero (Turdus amaurochalinus), la golondrina doméstica (Progne chalybea), la golondrina parda (Progne tapera), la golondrina ceja blanca (Tachycineta leucorrhoa), la ratona común (Troglodytes aedon), la tacuarita azul (Polioptila dumicola, el pitiayumí (Parula pitiayumi), el cabecita negra (Carduelis magellanica), el cardenal (Paroaria coronata), el jilguero (Sicalis flaveola), el boyerito (Icterus cayanensis), el tordo renegrido (Molothrus bonariensis), el tordo músico (Agelaioides badius), el naranjero (Thraupis bonariensis), etc.

#### Reptiles
Entre los reptiles que habitan en sus riberas sobresalen el lagarto overo (Salvator merianae) y numerosas culebras, como la culebra verde y negra (Erythrolamprus poecilogyrus) y la culebra de líneas amarillas (Lygophis anomalus).

#### Anfibios
Las riberas son el hábitat propicio de varias especies de anfibios nativos, destacando las familias Leptodactylidae, Hylidae y Bufonidae, siendo las más conocidas el sapo común (Rhinella arenarum), el escuerzo (Ceratophrys ornata), la ranita del zarzal (Hypsiboas pulchellus), la rana criolla (Leptodactylus latrans), etc.

#### Peces
Las especies de peces que viven en esta laguna poseen abolengo brasílico, al estar en contacto directo con los de la cuenca imbrífera del río Salado.
Entre las especies más abundantes o destacadas se encuentran: el pejerrey (Odontesthes bonariensis), la tararira (Hoplias malabaricus), el dientudo (Oligosarcus jenynsii), el bagre sapo (Rhamdia quelen), el bagre cantor (Pimelodella laticeps), la tachuela o barrefondo (Corydoras paleatus), el bagarito (Parapimelodus valenciennis), mojarras (Astyanax eigenmanniorum, Cheirodon interruptus, Bryconamericus iheringii e Hyphessobrycon togoi), la chanchita (Australoheros facetus), la madrecita (Cnesterodon decemmaculatus), el tosquero o listadito (Jenynsia multidentata), el sabalito (Cyphocharax voga), las viejas del agua (Loricariichthys anus e Hypostomus commersoni), la mandufia (Platanichthys platana), etc. Durante el siglo XX esta laguna sufrió un poblamiento dinámico manifestado por la invasión de la carpa (Cyprinus carpio), una especie exótica que altera los ecosistemas de los biotopos que invade.
De entre todas las especies destaca el pejerrey, una especie muy buscada para la práctica de la pesca deportiva.
Las especies de peces deben soportar el desecamiento del cuerpo acuático en temporadas de lluvias muy desfavorables, con las mortalidades que les acompañan al elevarse el tenor halino de las aguas remanentes y la falta de oxígeno disuelto al concentrarse en ellos la totalidad de la biota acuática. También se suman las importantes bajas que se producen en ocasiones de días invernales excepcionalmente fríos.

## Actividades acuáticas
Son numerosas las actividades náuticas que es posible practicar en esta laguna o en sus riberas: kayakismo, ecoturismo, cicloturismo, excursionismo, campamentos, etc.
Pesca deportiva
En las aguas abiertas y en las zonas ribereñas de su perímetro y sus arroyos asociados, se practica la pesca deportiva, en especial de pejerreyes (Odontesthes bonariensis), tanto embarcada como costera.